# Har Tir‘an
Har Tir‘an (hebreiska: Har Tir’an) är ett berg i Israel.   Det ligger i distriktet Norra distriktet, i den norra delen av landet. Toppen på Har Tir‘an är 540 meter över havet, eller 349 meter över den omgivande terrängen. Bredden vid basen är 8,0 km.
Terrängen runt Har Tir‘an är huvudsakligen lite kuperad.Runt Har Tir‘an är det tätbefolkat, med 982 invånare per kvadratkilometer. Närmaste större samhälle är Nasaret, 12,6 km sydväst om Har Tir‘an. Trakten runt Har Tir‘an består till största delen av jordbruksmark.